# لنسالوس
لنسالوس (به انگلیسی: Lansallos) یک روستا و محله مدنی در بریتانیا است که در Polperro واقع شده‌است. لنسالوس ۱٬۵۹۲ نفر جمعیت دارد.